# Plagiosiphon discifer
Plagiosiphon discifer är en ärtväxtart som beskrevs av Hermann August Theodor Harms. Plagiosiphon discifer ingår i släktet Plagiosiphon och familjen ärtväxter. Inga underarter finns listade i Catalogue of Life.